# Meroë
Meroë var grækernes og romernes navn på hovedstaden i fortidens kushiske kongerige der lå i området mellem Den Hvide Nil, Atbara og Den Blå Nil. Byen var hovedstaden i Kush i flere århundreder. Øen Meroë ligger i den moderne region Butana, et område mellem Nilen og floden Atbara, nord for Khartoum. Byen Meroë lå ved yderkanten af Butana, og der var to andre meroitiske byer i Butana; Musawwarat es-Sufra, og Naqa. Stedet hvor byen Meroë lå, er markeret af mere end to hundrede nubiske pyramider med specielle proportioner i tre grupper, mange af pyramiderne er i dag ruiner.
Meroë efterfulgte Napata længere nede af Nilen, et stykke neden for fjerde katarakt, som hovedstad i Kush. Napata var oprindelig beboet og civiliseret af egyptere[kilde mangler] og underlagt Egypten, men blev senere uafhængigt og Kushite kongerne regerede som faraoer under Egyptens 25. dynasti (707 – 663 f. Kr.), hvor Bibelens Sa’is og Tirhaka hørte til. Det yngre Meroë beholdt sin uafhængighed da Egypten kom ind under fremmede herskere. Dronningen Kandake, som er omtalt i Apostlenes gerninger var antagelig herskerinde i Meroë.
Meroë, der først blev nævnt af Herodot, blev besøgt af græske købmænd, og Eratosthenes' astronomiske ekspedition bestemte nogenlunde hvor det lå. Riget overlevede en krig mod romerne, og blev en handelspartner, men senere blev riget hærget af afrikanske stammer. Allerede på kejser Neros tid var landet nedenfor Meroë, der tidligere var et område med mange byer, øde, og blev i 300-tallet e.v.t. erobret af Kongeriget Aksum, med hovedstad i Aksum i nutidens Etiopien.

## Historie
Meroë var den sydlige hovedstad for Kush eller det meroitiske kongedømme som eksisterede i tiden ca 800 fvt. til ca 350 evt. I henhold til delvis dechifrerede meroitiske tekster var navnet på byen Medewi eller Bedewi. Udgravninger har afdækket beviser på betydningsfulde kushiske grave for personer af høj rang fra den napataiske periode, ca 800 f.Kr. til ca 280 f.Kr., i nærheden af bebyggelsen kaldt for den vestlige gravlund.
Kulturen i Meroë udviklede sig fra 25. egyptiske dynasti som havde sin oprindelse i Kush. Byens betydning øgedes gradvis fra begyndelsen af den meroitiske periode, særlig under Arrakkamanis styre (ca. 280 f.Kr.) da kongelige begravelser blev flyttet til Meroë fra Napata (Gebel Barkal).
Romerrigets erobring af oldtidens Egypten førte til sammenstød ved grænsen til Kush. Det synes som om stridighederne og konflikterne, der fulgte ikke var ødelæggende for Meroë, og at de hærgede bosættelser i og i nærheden af Aswan, huggede hovedet af en statue af kejser Augustus og gravlagde det under deres tempeltrapper. Striden fortsattet til ind i kejser Augustus' tid, hvor parterne mødtes på øen Samos og indgik en fredsaftale, hvorefter Kush udviklede handelsforbindelser med Rom og Middelhavet. Imidlertid begyndte kongeriget Kush at svinde hen som en magtfaktor i 100- eller 200-tallet evt., udmattet af krige og af nedgangen i dets traditionelle industrier.
Meroë er nævnt kortfattet i 100-tallet evt. i det græske geografiværk Periplus Maris Erythraei:
2. «Kysten på højre hånds side nedenfor Berenike er landet til berberne. Langs kysten er fiskespiserne, som lever i spredte huler i smalle dale. Længere ind i indlandet er der berbere, og videre fra dem vildsvine- og kalve-spisere, hver stamme styret af dets chef, og længere ind indlandet, i landet mod vest, ligger en by kaldt for Meroë».
—Periplus Maris Erythraei, kapitel 2
Byens sidste periode er markeret af en sejersstele af en hersker fra Aksumriget hvor navnet er gået tabt, rejst på stedet hvor Meroë lå. Fra hans beskrivelse på græsk var han «konge af aksumiterne og omeriterne» (det vil sige fra Aksum og Himyar) og er antagelig en konge som styrede en omkring år 330 e.Kr. Yderligere to inskriptioner i den gamle etiopiske skriften ge'ez er blevet fundet i nærheden af pyramiderne, men det er uklart om de er samtidige med den kongelige stele eller tilhører en senere dato.

## Civilisation
Meroë var centrum for et blomstrende kongedømme. Grundlaget for rigdommen var en stærk jernindustri og international handel, der involverede Kina og Indien. Meroës jernudvinding og produktion af metal og metalarbejder var omfattende, og blev eksporteret til resten af Afrika og til international handel. Det egyptiske vandhjul sakia blev brugt til at transportere vand langs irrigationsanlæg for at øge landbrugsafgrøderne. På den tid var jern et af de vigtigste metaller verden over, og meroitiske metalarbejder var blandt de bedste i verden.
Meroë eksporterede også tekstiler baseret på bomuld og arbejdet på dette produkt nåede sit højdepunkt i Nubien en gang omkring 400 f.Kr. Desuden var Nubien rig på guld. Juveler var også et eksportprodukt. Handel med "eksotiske" dyr fra egne mod syd i Afrika var yderligere et træk ved deres økonomi. Det er muligt at det egyptiske ord for guld, nub, var kilden til navnet Nubien.
På sit højdepunkt kontrollerede herskerne i Kush Nildalen både mod nord og syd i en distance på mere end 1000 km.
Kongen af Kush var en aristokratisk hersker, der delte sin autoritet kun med dronningemoderen, eller kandake. Imidlertid er dronningemoderens rolle forblevet uklar. Administrationen bestod af skatteministre, seglbærere, overhoveder for arkiverne, cjefskriverne og andre.
Ved 200-tallet fvt. blev et nyt, egenudviklet alfabet, det meroitiske alfabet, etableret. Det bestod af 23 bogstaver og erstattede det egyptiske skriftsprog som til da var i brug. Meroitisk alfabet var oprindelig afledt og udviklet fra egyptiske hieroglyfer. Det blev udviklet i den napatanske periode (omkring 700-300 fvt.), og er bevidnet første gang i 100-tallet fvt. For en tid var det også muligt at skrive nubisk i det efterfølgende nubiske kongedømme.
Riget dyrkede sydlige egyptiske guddomme som Apedemak, løvesønnen til Sekhmet (eller Bastet afhængig af regionen). De fortsatte med at dyrke egyptiske guddomme som Amon, Tefnut, Horus, Isis, Tot, og Satis, skønt i en mindre grad.

## Arkæologi
At bedrive moderne arkæologi i Sudan har været vanskelig på grund af borgerkrigen, blandt andet Darfur-konflikten. Byen Meroë blev opdaget i 1821 af den franske mineralog Frédéric Cailliaud, der udgav et illustreret værk som beskrev ruinerne. En del udgravninger på jagt efter kostbarheder blev udført i lille skala i 1834 af Giuseppe Ferlini som opdagede (eller hævdede at have opdaget) forskellige oldtidsfund, hovedsagelig smykker som er huset i tyske museer i Berlin og München.
Ruinerne blev undersøgt mere omsorgsfuldt i 1844 af den tyske arkæolog og filolog Karl Richard Lepsius, der bragte plantegninger, skitser, og kopier, foruden fortidsgenstande, med tilbage til Berlin. Yderligere udgravninger blev gjort af den engelske egyptolog E. A. Wallis Budge i årene 1902 og 1905. Resultatet af dette arbejde blev udgivet i hans bog The Egyptian Sudan: its History and Monuments (London, 1907). Sir Reginald Wingate, guvernør af Sudan, anlagde vej til og mellem pyramiderne.
Man fandt ud af at pyramiderne ofte var blevet bygget over gravkamre, der indeholdt rester af lig som var enten brændt eller begravet uden at blive mumifiseret. De mest interessante objekter, der blev fundet var relieffer på væggene i gravkamrene. Inskriptionerne blev allerede tolket af Lepsius; disse præsenterede navne og gengivelser af deres dronninger, de nubiske kentaker, en del konger, og nogle kapitler af Dødebogen; en del steler med inskriptioner på det meroitiske sprog, og en del beholdere af metal og keramik. De bedste af reliefferne blev taget ned, sten for sten, i 1905 og sat op igen, delvis i London og delvis i Khartoum.
I 1910 som en konsekvens af en rapport ved Archibald Sayce blev der udført udgravninger i jordhøjene i byen og i gravområderne, nekropolis, ved John Garstang på vegne af Universitet i Liverpool. Garstang opdagede ruinerne af et palads og flere templer som var blevet bygget af herskerne i Meroë.
Byen består af tre deler:
- Den såkaldte kongelige bydel som var omgivet af en mur og trolig paladser, men også andre vigtige bygninger.
- Tempelkomplekserne for Amon.
- Et boligområde af byen hvor den øvrige befolkning boede.

I den kongelige bydel var paladser og administrative bygninger. Specielt bemærkelsesværdig er det såkaldte romerske bad. Dette var en spa i stil med andre steder bygget rundt om Middelhavet, i en klassisk stil med skulpturer og vægmalerier.
Den store tempel for Amon er orienteret væk fra Nilen mod den stigende sol, med flere mindre templer rundt omkring. Lidt under otte km mod øst findes gravpladser med mange pyramider.
Halvvejs mellem byen og pyramiderne ligger det såkaldte Soltempel (M 250). Denne bygning har et indre tempel omgivet af en mur. I templet fandtes der et billede af anlægget, så arkæologerne kunne foretage en rimelig nøjagtig rekonstruktion. I Tempel 292, kendt som "Augustus' tempel", blev der fundet bronzefragmenter af kejser Augustus. Det er muligt at dette er dele af erobringer fra kampene med romerne. I templet var der malerier, der kun er bevaret som kopier.